# XiWang-2C
XiWang-2C, kurz XW-2C, auch CAS-3C, war chinesischer Mikrosatellit, der Experimenten zur Physik der Thermosphäre dient und ein Amateurfunksatellit. XiWang ist Mandarin und bedeutet Hoffnung.  CAS steht für chinesischer Amateurfunk-Satellit. Dieser Satellit wurde von der chinesischen Amateurfunksatellitengruppe, der CAMSAT entwickelt.
Der Satellit XiWang-2C (CAS-3C) war baugleich mit den Satelliten XiWang-2B (CAS-3B) und XiWang-2D (CAS-3D).

## Mission
Der Satellit wurde am 19. September 2015 auf einer Langer-Marsch-6-Trägerrakete vom Kosmodrom Taiyuan in China gemeinsam mit 20 weiteren Kleinsatelliten, darunter neun weitere Satelliten der CAS-3-Serie, gestartet. Es wurde eine orbitale Lebensdauer von 9,2 Jahren erwartet. Der Satellit ist am 16. Februar 2025 beim Wiedereintritt in die Atmosphäre verglüht.

## Frequenzen
Folgende Frequenzen für den Satelliten mit dem Rufzeichen BJ1SC  wurden von der International Amateur Radio Union koordiniert:
- 435,150 MHz – 435.170 Uplink
- 145,795 MHz – 145,815 Downlink (Leistung 20 dBm)
- 145,790 MHz CW-Bake (22 wpm / Leistung 17 dBm)
- 145,835 MHz digitale Telemetrie 9k6/19k2 GMSK (Leistung 20 dBm)